# Alejandro Urgellés
Alejandro Urgellés Guibot (Santiago de Cuba, Cuba, 2 de julio de 1951-La Habana, Cuba, 6 de octubre de 1984) fue un baloncestista cubano. Obtuvo una medalla de bronce con Cuba en los Juegos Olímpicos de Múnich 1972.